# Илия Синапов
Илия Георгиев Синапов е български офицер, генерал-лейтенант.

## Биография
Роден е на 1 август 1940 година в чепинското село Каменица. Учи в ОУ „Христо Ботев“. През 1964 г. завършва Военновъздушното училище „Георги Бенковски“ в Долна Митрополия. Военната му служба започва в деветнадесети изтребителен авиополк в Граф Игнатиево, където служи до 1980 г. В авиобазата преминава през длъжностите командир на авиозвено, авиоескадрила. Между 2 октомври 1978 и 15 септември 1980 г. е командир на 19 полк в базата. В периода 1971 – 1974 г. учи в Авиационната академия „Юрий Гагарин“ в Монино, СССР. От 1980 г. се обучава в генералщабната академия „Климент Ворошилов“ в Москва. До 1984 г. е заместник-командир на десети смесен авиационен корпус. От 1984 до 1985 г. е първи заместник-командир на корпуса. Бил е командир на втора дивизия ПВО в Ямбол. От септември 1987 г. е „генерал-майор“ и е назначен за Началник на Военновъздушното ни училище. На 16 май 1990 г. става Командващ войските на ПВО и ВВС на Република България, със звание „генерал-лейтенант“. На този пост остава до 1992 г.
През август 1993 г. излиза в запас. Снет на 1 август 2003 г. от запаса поради навършване на пределна възраст за генерали 63 г. Умира на 14 август 2021 г. в София.

## Образование
- ОУ „Христо Ботев“, Велинград
- Военновъздушното училище „Георги Бенковски“ – до 1964
- Военновъздушната академия „Юрий Гагарин“ – 1971 – 1974
- Академия на Генералния щаб на армията на СССР – 1980 – ?